# مجدي إدريس
مجدي إدريس (مواليد 10 أغسطس 1969) هو ممثل مصري أشتهر بأدوار الشر.

## مشواره
ولد مجدي إدريس في 10 أغسطس 1969، التحف بكلية الآداب وحصل على دبلوم في النقد الفني، بدأ مشواره الفني من خلال مسرح الدولة وحصل على درجة فنان قدير من قبل المسرح القومي.

## أعماله

### مسلسلات
- 1984: الخلاص
- 1987: رفاعة الطهطاوي
- 1988: غرباء في المدينة
- 1990: كنوز لا تضيع
- 1990: بستان المعارف
- 1990: اليقين
- 1992: القضاء في الإسلام الجزء الثالث
- 1993: أبرياء في المصيدة
- 1995: فارس السيف والقلم: أبي فراس الحمداني
- 1995: الناس الطيبين
- 1995: أحلام...كو
- 1996: أمواج لا تصل إلى شاطئ
- 1996: الأبطال الجزء الأول
- 1997: عصر الأئمة
- 1998: يوم عسل يوم بصل
- 1998: وادي فيران
- 1998: الجانب الآخر
- 1999: سامحوني ماكنش قصدي
- 1999: حرث الدنيا
- 2000: دقات الساعة
- 2000: بيت العلالي
- 2001: خالف تعرف
- 2001: تلال الغضب
- 2001: الكومي
- 2001: أحلام سنابل
- 2002: طيور الشمس
- 2002: البحار مندي
- 2002: الأصدقاء
- 2003: كناريا وشركاه
- 2003: رجل الأقدار
- 2003: المرأة في الإسلام
- 2004: أوراق مصرية الجزء الثالث
- 2005: مبروك جالك قلق
- 2005: دوائر الشك
- 2005: المنصورية
- 2005: ألف ليلة وليلة: سالم وغانم
- 2007: الدالي الجزء الأول
- 2008: نسيم الروح
- 2008: ظل المحارب
- 2008: طريق الخوف
- 2008: الدالي الجزء الثاني
- 2009:حكايات رمضان أبو صيام
- 2010:مملكة الجبل
- 2010: لحظات حرجة الجزء الثاني
- 2011: الدالي الجزء الثالث
- 2012: النار والطين
- 2012: ابن موت
- 2013: العراف
- 2013: الرجل العناب
- 2014: البيت
- 2016: مملكة يوسف المغربي
- 2018: رماد
- 2019: عذراء - ضيف شرف
- 2020: اللعبة - ضيف شرف

### أفلام
- 1987: أسعد الله مساءك
- 1989: اللعب بالنار
- 1990: خميس يغزو القاهرة
- 1997: المصير
- 2001: العاصفة
- 2002: هو في إيه!
- 2002: كذلك في الزمالك
- 2005: ليلة سقوط بغداد
- 2005: أبو علي
- 2006: كتكوت
- 2007: خارج على القانون
- 2007: حين ميسرة
- 2008: حسن ومرقص
- 2008: بوشكاش
- 2008: المش مهندس حسن
- 2012: الحرامية
- 2014: جوازة ميري
- 2015: عزبة أبو حشيش
- 2016: نعمة
- 2017: عمر الأزرق
- 2020: ستوكهولم

### مسرحيات
- 1993: منور يا باشا
- 2004: يا غولة عينك حمرا
- 2009: وهج العشق
- 2009: ليلة عيد الميلاد
- 2011: خرابيش
- 2015: وبحلم يا مصر

## وصلات خارجية
- مجدي إدريس على موقع الدهليز
- مجدي إدريس على موقع قاعدة بيانات الأفلام العربية